# Frederic Baraga
Ireneus Frederic Baraga (sloveno: Irenej Friderik Baraga; Mala Vas, 29 giugno 1797 – Marquette, 19 gennaio 1868) è stato un missionario, filologo e vescovo cattolico sloveno. Le sue lettere sul suo lavoro missionario furono ampiamente pubblicate in Europa, ispirando San Giovanni Nepomuceno Neumann e padre Francis Xavier Pierz ad emigrare negli Stati Uniti. Nel 2012, durante il papato di papa Benedetto XVI, Baraga fu dichiarato venerabile.

## Biografia

### Infanzia
Frederic Baraga è nato nella casa padronale di Mala Vas (in tedesco: Kleindorf) al n. 16 in Carniola, in quella che allora era la Bassa Carniola, una provincia del ducato di Carniola nella monarchia degli Asburgo. Oggi fa parte del comune di Trebnje in Slovenia. Fu battezzato Irenaeus Frederic. Era il quarto di cinque figli nati dal matrimonio fra John Nepomuc e Maria Katherine Josefa Jenčič. Sua madre ereditò, alla morte di suo padre, la tenuta di Mala Vas, oltre a una considerevole fortuna. Sua madre morì nel 1808 e suo padre nel 1812. Frédéric passò la sua infanzia nella casa del dottor George Dolinar, un professore laico del seminario diocesano di Lubiana. Baraga crebbe durante le guerre napoleoniche, quando la Francia aveva occupato per un certo tempo le terre slovene dall'impero austriaco. Di conseguenza, la lingua ufficiale nelle sue scuole venne cambiata più volte durante la sua infanzia tra sloveno e tedesco. All'età di nove anni parlava fluentemente anche il francese. Inoltre, latino e greco erano materie obbligatorie per tutti gli studenti. Così, all'età di 16 anni, Frederic Baraga era poliglotta, un'abilità che gli sarebbe stata utile in seguito.

### Sacerdozio
Baraga frequentò la facoltà di giurisprudenza dell'Università di Vienna, dove si laureò nel 1821. Influenzato da Clemente Maria Hofbauer, Baraga entrò poi nel seminario di Lubiana. A 26 anni fu ordinato sacerdote, il 21 settembre 1823 nella cattedrale di San Nicola da Augustin Johann Joseph Gruber, arcivescovo di Lubiana. Da giovane prete, fu assegnato come viceparroco prima a San Martino vicino a Kranj e più tardi a Metlika nella Bassa Carniola. Padre Baraga fu uno strenuo oppositore del giansenismo. Durante questo periodo, scrisse un libro spirituale in lingua slovena dal titolo Dušna Paša (Sostegno spirituale).
Nel 1830, Baraga rispose alla richiesta del vescovo di Cincinnati, Edward Fenwick, in cerca di sacerdoti ausiliari alla diocesi in crescita, che includeva un vasto territorio di missione. Lasciò la sua terra natale il 29 ottobre 1830 e arrivò a New York il 31 dicembre. Arrivò a Cincinnati, nell'Ohio, il 18 gennaio 1831. Durante l'inverno e la primavera lavorò tra gli immigranti tedeschi della zona. Allo stesso tempo studiò la lingua ottawa, della famiglia delle lingue algonchine. Nel maggio del 1831 fu mandato nella missione indiana di Ottawa ad Arbre Croche (l'attuale Cross Village, Michigan) per terminare la sua padronanza della lingua.
Nel 1837 pubblicò Otawa Anamie-Misinaigan, il primo libro scritto in lingua ottawa, che includeva un catechismo cattolico e un libro di preghiere. Dopo una breve permanenza in una missione nell'attuale Grand Rapids, nel Michigan, nel 1835, Baraga si trasferì a nord per servire gli indiani Ojibway (Chippewa) a La Pointe, nel Wisconsin, in un'ex missione gesuita sul Lago Superiore. Nel 1843 Baraga fondò una missione a L'Anse, nel Michigan. Durante questo periodo si guadagnò il soprannome di "Prete delle ciaspole" perché viaggiava per centinaia di miglia ogni anno con le ciaspole durante i rigidi inverni. Si adoperò per proteggere gli indiani dall'essere costretti a trasferirsi, oltre a pubblicare un dizionario e una grammatica della lingua ojibway. Sebbene queste opere abbiano un valore storico importante, non sono raccomandate come risorse di base per la lingua oggi. Attraverso i testi pubblicati da Baraga nei suoi anni di missione, gli sloveni hanno appreso aspetti della cultura dei nativi americani e degli Stati Uniti.

### La nomina a vescovo
Baraga fu nominato vescovo da papa Pio IX e consacrato il 1º novembre 1853 a Cincinnati presso la cattedrale di San Pietro in Vincoli dall'arcivescovo John Baptist Purcell. Fu il primo vescovo della diocesi cattolica di Sault Sainte Marie, nel Michigan, ora diocesi di Marquette. Il 27 luglio 1852 cominciò a tenere un diario, scritto in diverse lingue (principalmente tedesco, ma con inglese, francese, sloveno, cinese, latino e italiano sparpagliato), conservando resoconti dei suoi viaggi missionari e del suo rapporto con sua sorella Amalia . Durante questo periodo, vi fu un'esplosione demografica, poiché gli immigrati europei erano attratti dal lavoro nelle miniere di rame e ferro sviluppatesi vicino a Houghton, Ontonagon e Marquette. Questo rappresentò una sfida perché aveva pochi preti e dovette occuparsi dei bisogni dei minatori immigrati e dei nativi americani in prima persona.
L'unico modo per viaggiare in inverno era con le ciaspole, che Baraga ha continuato a usare nei suoi viaggi. Era particolarmente in difficoltà data l'ampia diversità dei popoli della regione, che comprendeva gli abitanti nativi, i coloni etnici franco-canadesi e i nuovi minatori immigrati tedeschi e irlandesi. Le difficoltà nel reclutamento del personale sorsero a causa delle molte lingue; mentre Baraga parlava correntemente otto lingue, aveva difficoltà a reclutare preti che potessero fare lo stesso.
Baraga viaggiò due volte in Europa per raccogliere fondi per la sua diocesi. Durante un viaggio gli fu presentata una croce ingioiellata e un anello episcopale dell'imperatore Francesco Giuseppe I d'Austria. In seguito il vescovo vendette i doni per le sue missioni. Baraga scrisse numerose lettere alla Society for the Propagation of the Faith che descrivono le sue attività missionarie. La Società li ha pubblicati ampiamente come esempi delle sue missioni in Nord America e hanno contribuito a ispirare sia Giovanni Nepomuceno Neumann sia padre Francis Xavier Pierz a recarsi negli Stati Uniti come missionari. Col tempo, Baraga divenne famoso in tutta Europa per il suo lavoro. Negli ultimi dieci anni, la sua salute diminuì gradualmente; divenne quasi sordo e subì una serie di infarti.
Nel 1865, Baraga scrisse a papa Pio IX a sostegno della canonizzazione del suo ex confessore, Clemente Maria Hofbauer. Morì il 19 gennaio 1868 a Marquette, nel Michigan, e fu sepolto nella cripta della cattedrale di San Pietro.

## Genealogia episcopale
La genealogia episcopale è:
- Cardinale Scipione Rebiba
- Cardinale Giulio Antonio Santori
- Cardinale Girolamo Bernerio, O.P.
- Arcivescovo Galeazzo Sanvitale
- Cardinale Ludovico Ludovisi
- Cardinale Luigi Caetani
- Cardinale Ulderico Carpegna
- Cardinale Paluzzo Paluzzi Altieri degli Albertoni
- Cardinale Gaspare Carpegna
- Cardinale Fabrizio Paolucci
- Cardinale Francesco Barberini
- Cardinale Annibale Albani
- Cardinale Federico Marcello Lante Montefeltro della Rovere
- Vescovo Charles Walmesley, O.S.B.
- Arcivescovo John Carroll, S.I.
- Vescovo Benedict Joseph Flaget, P.S.S.
- Arcivescovo James Whitfield
- Arcivescovo John Baptist Purcell
- Vescovo Ireneus Frederic Baraga